# Altach (Vorarlberg)
Altach – gmina w Austrii, w kraju związkowym Vorarlberg, w powiecie Feldkirch. Powierzchnię gminy liczącą 5,36 km² zamieszkuje 6418 mieszkańców (1 stycznia 2015).

## Sport
Gmina jest siedzibą klubu piłkarskiego Rheindorf Altach.